# 馬魯蒂Gypsy
馬魯蒂Gypsy（英語：Maruti Gypsy）乃1985年起印度馬魯蒂鈴木公司（母公司為日本鈴木公司）製造、販售的運動型多用途車，此車款脫胎自鈴木Jimny SJ410型。

## 歷史與概要
1985年 - 馬魯蒂鈴木公司以第二代鈴木Jimny SJ410型為基礎，推出原廠代號MG410型的「馬魯蒂Gypsy」。動力心臟為970c.c.直列四缸SOHC F10A型引擎，配合四速手排變速箱。本來原廠只推出軟頂敞篷車版本，卻因市場上出現副廠品牌的硬頂產品威脅，原廠不得不隨後推出硬頂版本。控制四輪驅動的加力箱由愛信精機供應，位於前輪軸有一飛輪，啟動4WD時可鎖定前輪軸。

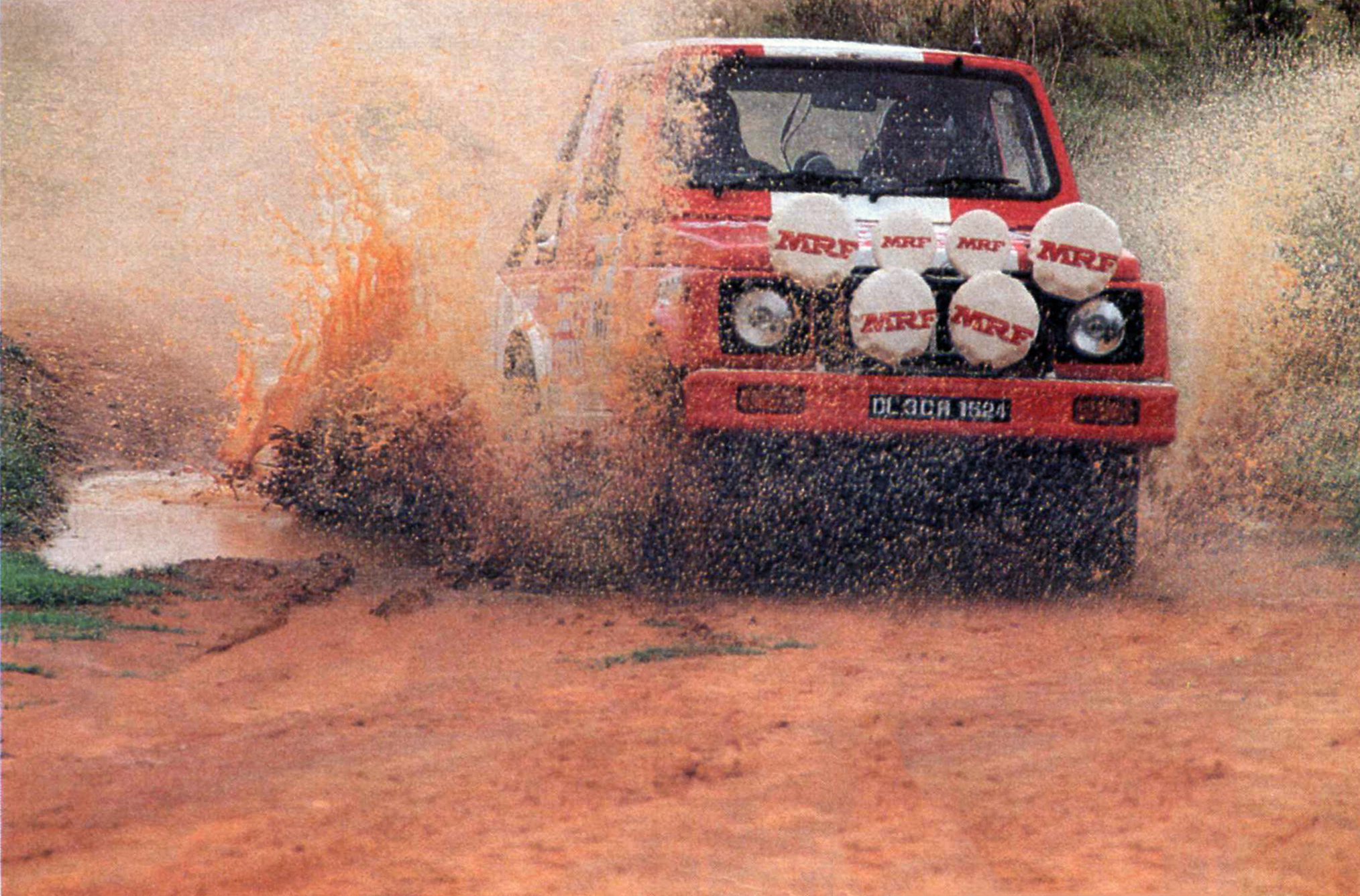
曾六度奪下印度越野錦標賽冠軍的里拉克里斯南於1993年駕著改裝的Gypsy

在印度的拉力越野賽中，此車款推出後以更佳的越野能力及可靠性，迅速取代普立米爾Padmini（基於飛雅特1100D而開發的車款）的地位。相對來說，該車款的油耗表現和乘坐舒適性也一直為人詬病。尤其是葉片彈簧式懸吊系統和活絡軸使得後座成員遇到顛頗路面時非常不舒服。
1993年 - 7月推出「Widetrack Gypsy」（原廠代號MG410W型），前輪距從1,210mm加大至1,300mm，後輪距也由1,220mm加大到1,310mm；外觀上新設擋泥板。這些舉措很容易讓人聯想到1988年《美國消費者報導》月刊針對「鈴木Samurai」在測試中翻車而給予「無法接受（not acceptable）」之負面評價，造成此車款在美國銷售下滑（詳情參看鈴木公司控告美國消費者聯盟案）。MG410W型也取消了愛信精機的飛輪裝置，因為原廠發現舊款MG410型的車主很少使用。
1995年 - 4月為了通過新制定的汽車廢氣排放標準，新增觸媒轉化器裝置。
1996年 - 和馬魯蒂Esteem一樣，新設1.3L直列四缸SOHC G13BA型引擎，在化油器的加持下可輸出最大馬力66hp / 6,000rpm。可惜的是，北美洲市場的G13BA型引擎皆配置了HLA液壓式汽門間隙調節器（hydraulic lash adjuster），印規版卻沒有。原廠改稱車名為「馬魯蒂Gypsy King」（MG413W型），但配置F10A型引擎的MG410型仍持續生產至2000年為止。外觀上Gypsy King的引擎蓋上有隆起的進氣口，進氣壩改成橫柵式；內裝方面則新增前座頭枕。
2000年 - 3月換裝成具有MPFI電子多點燃油噴射系統的1.3L直列四缸SOHC G13BB型引擎，車身外型則區分成軟篷、硬頂、或者救護車用的廂型。該車款也有外銷出口，南美洲如智利、非洲如肯亞、歐洲如馬爾他和匈牙利等地皆可見到其蹤跡。

### 鈴木Farm Worker 4x4
2013年鈴木紐西蘭分公司引進一款名為「鈴木Farm Worker 4x4」的SJ系車型，實質上乃以馬魯蒂Gypsy King MG413W換牌而來，因為散熱器中央仍可見到馬魯蒂的商標。此車款以1.3L直列四缸SOHC G13BB型為動力，可輸出最大馬力80hp / 6,000rpm、扭力峰值103N·m / 4,500rpm，搭配五速手排同步嚙合傳動變速箱、2WD/4WD切換鈕等配備，並按車斗或車廂設計不同區分成「Flatdeck」、「Multi Purpose」、「Wellside」、「Versatile」等四種車型。正如其車名所示，此車款僅供農業運輸使用，並不符合紐西蘭當地的汽車碰撞安全法規，但是該車款仍配有安全帶。

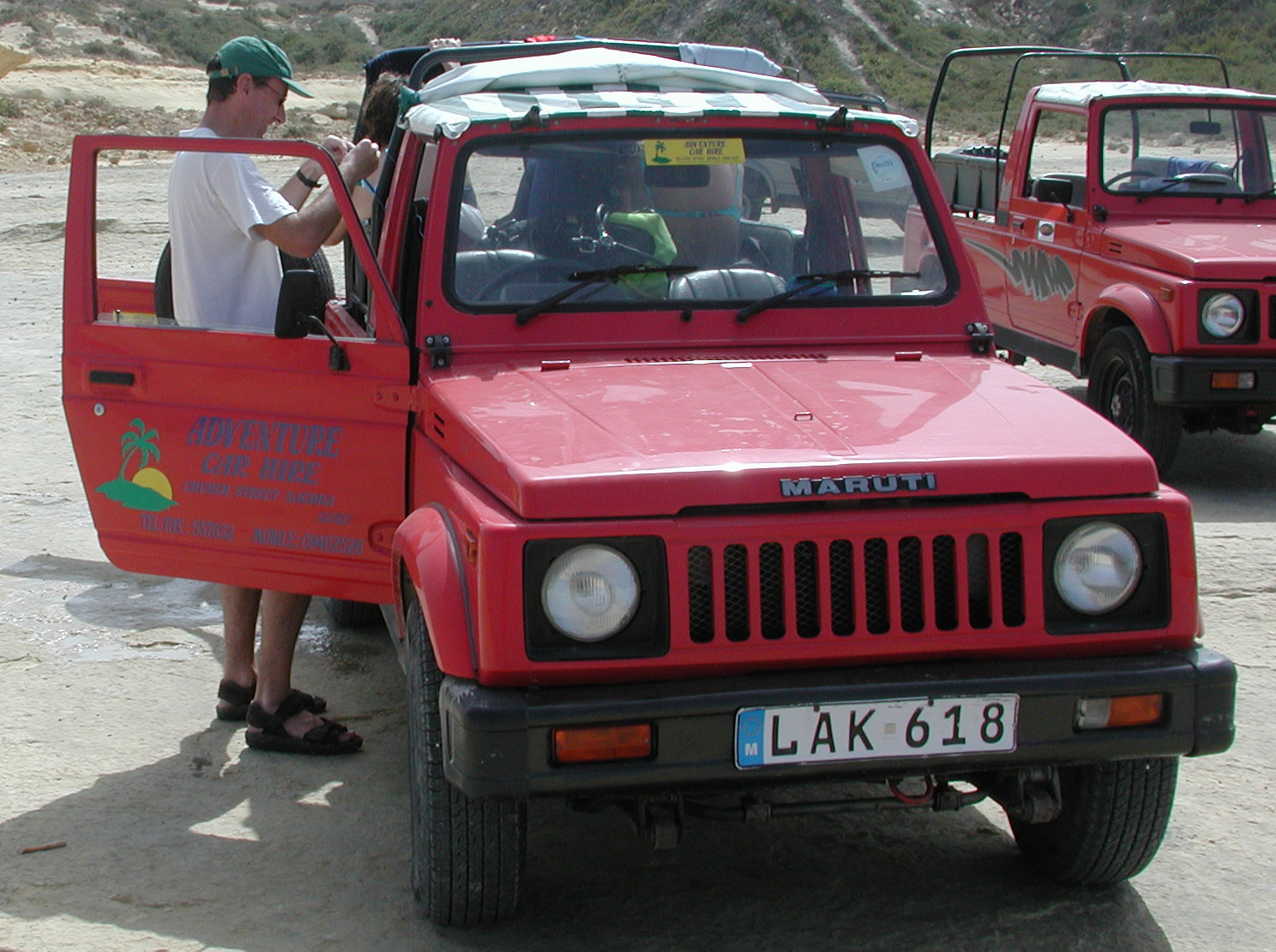
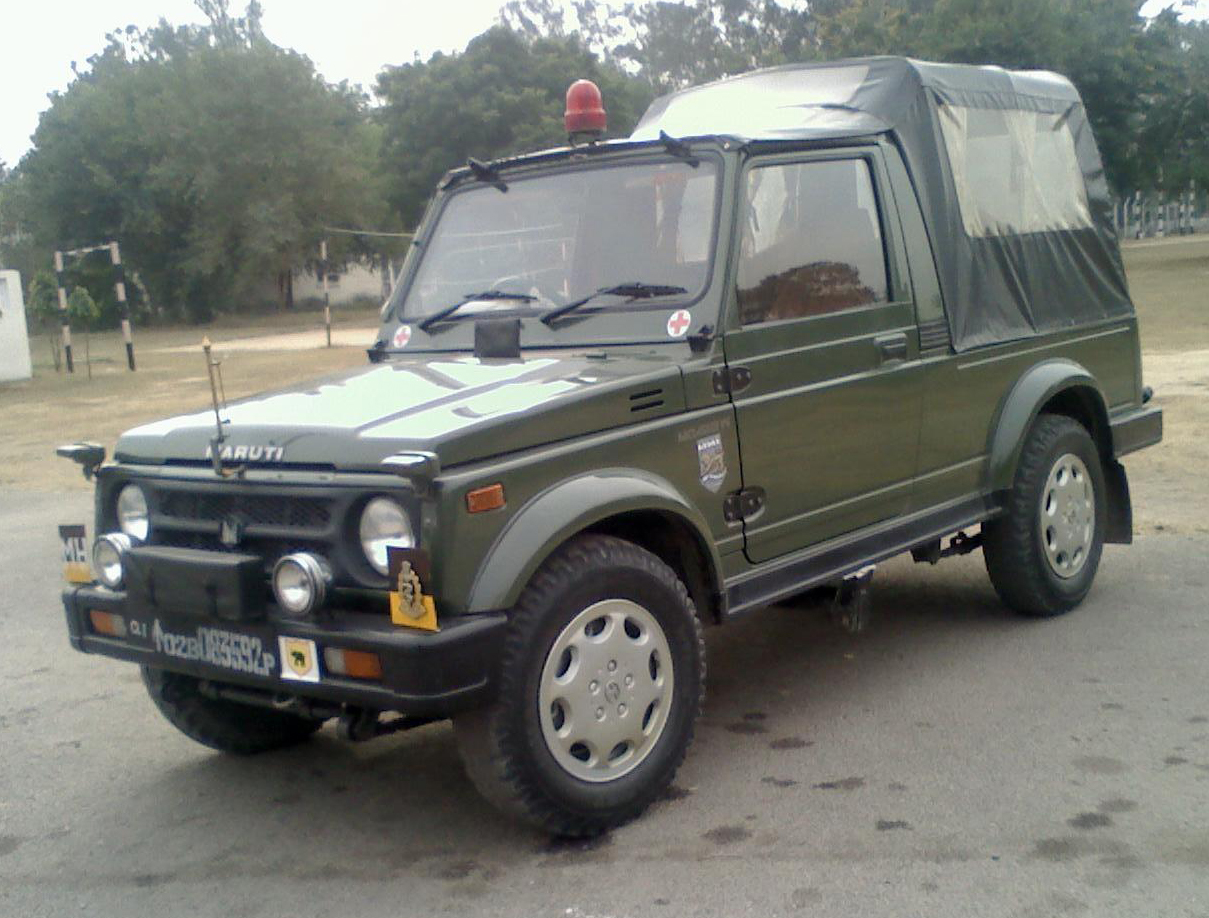
印度軍方用車
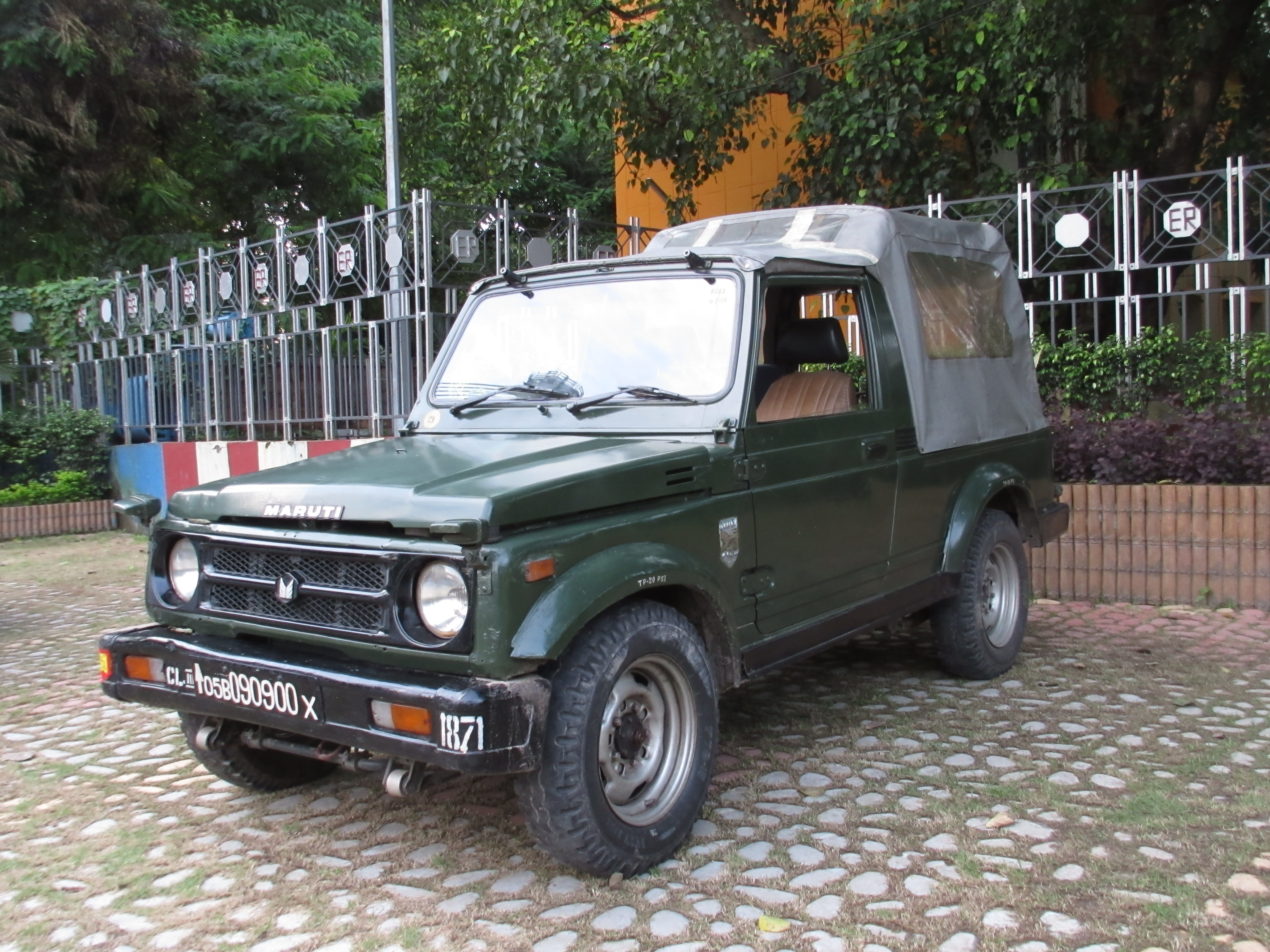
印度軍方用車
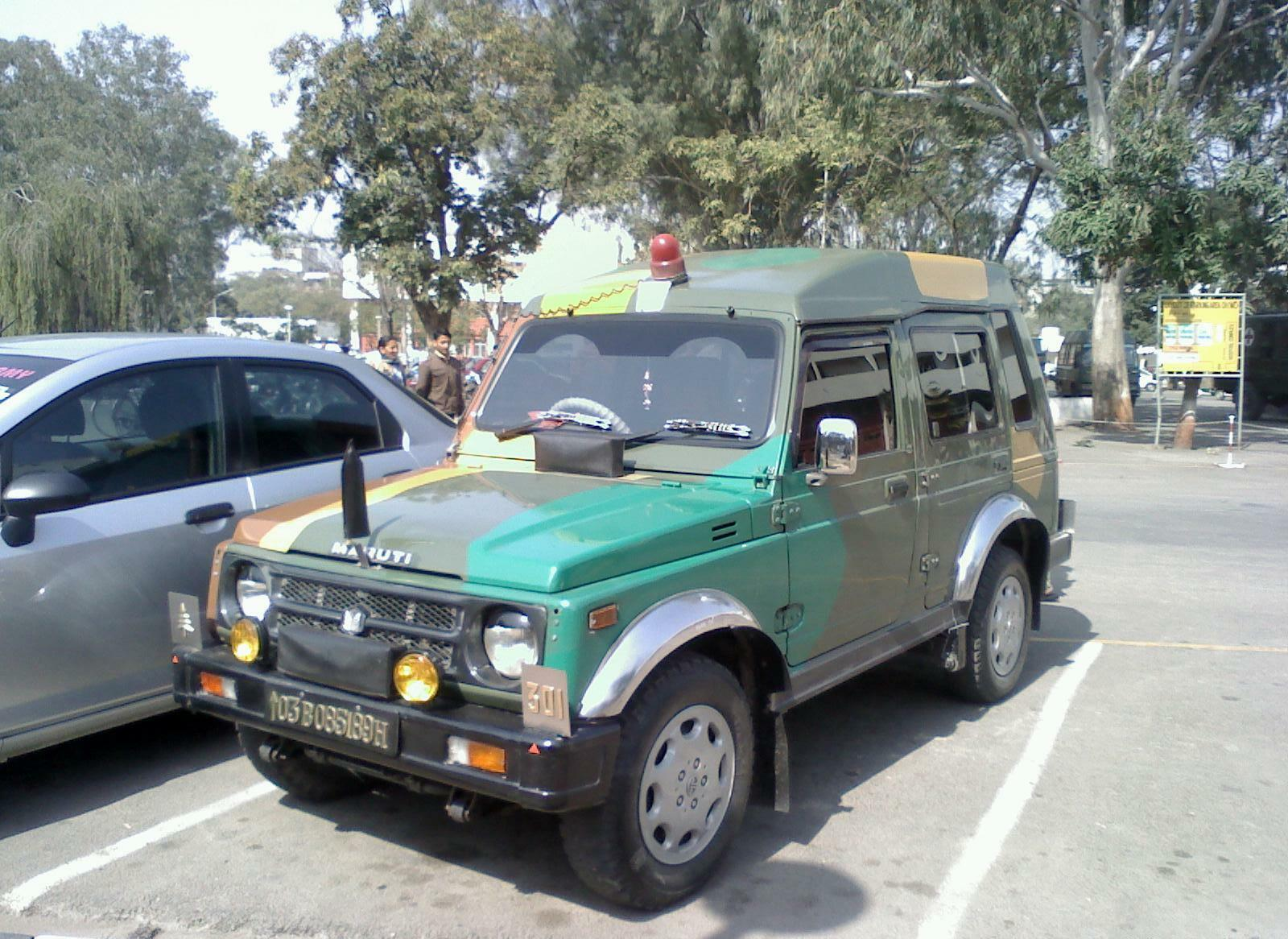
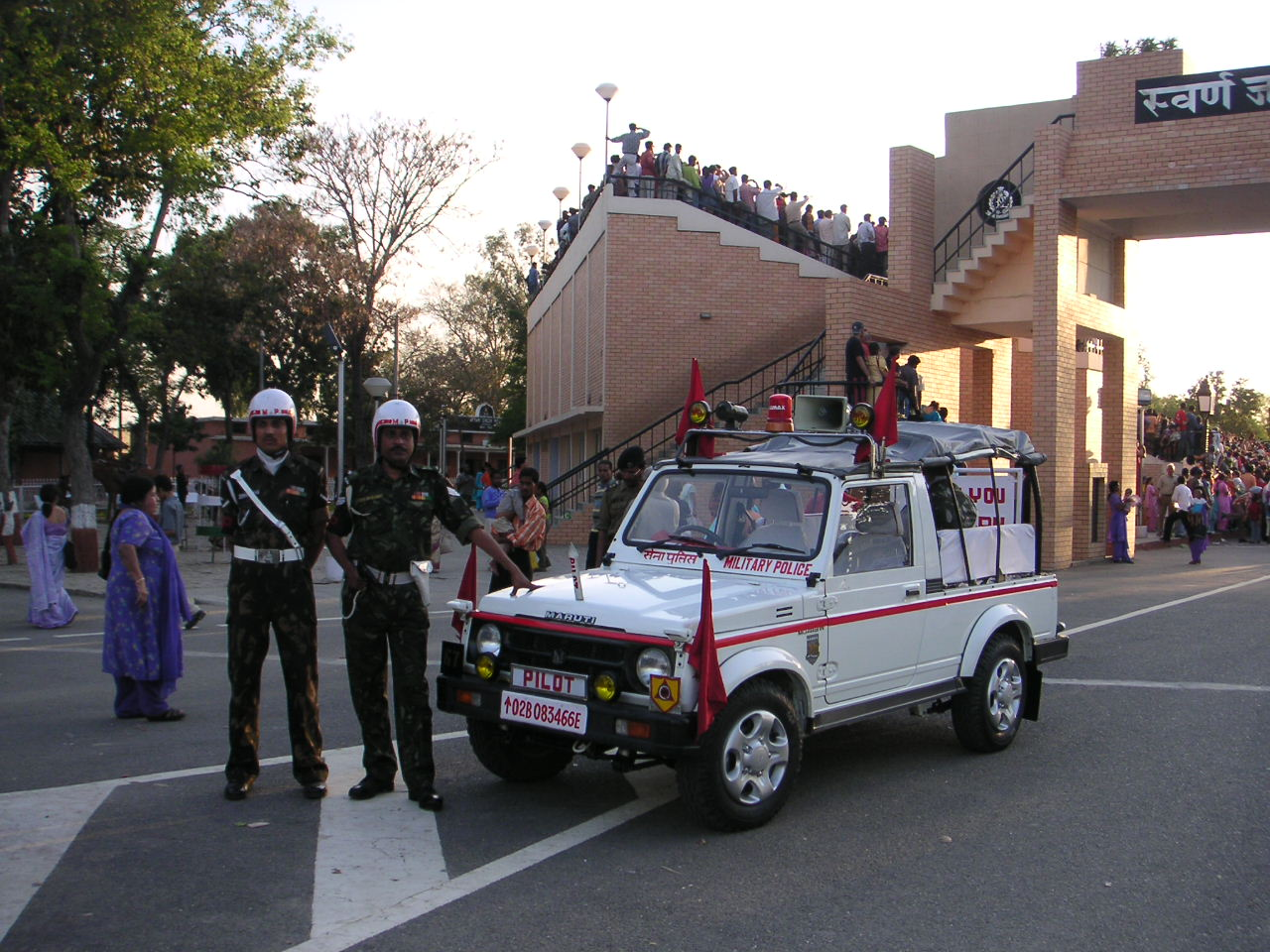

## 內部連結
- 鈴木Jimny

## 外部連結
- （英文）官方網站
- （英文）Farm Worker 4x4官方網站